# Барбус вишневий
Барбус вишневий, або пунтіус вишневий (Puntius titteya) — маленька субтропічна прісноводна риба роду пунтіус родини коропових. Вперше описана Паулом Е. П. Дераніягала (зоолог родом з о. Шрі-Ланка) у 1929 році.
Населяє прісні водойми о. Шрі-Ланка. Популярна акваріумна рибка, оскільки вона достатньо невибаглива і, при відносно простому догляді, дуже красива завдяки червоному (вишневому) забарвленню, завдяки якому вона і отримала свою назву.
В Європі відомий з 1936 року, а на теренах колишнього СРСР — з 1959 р.

## Ареал
Батьківщиною вишневого барбуса є о. Шрі-Ланка, де він мешкає у невеликих річках з достатньою кількістю рослинності. Найчастіше знаходяться на замуленому мілководді серед листя, яке розкладається. Уникають ділянок зі швидкою течією. Вид був акліматизований у водоймах Мексики та Колумбії.

## Опис риби

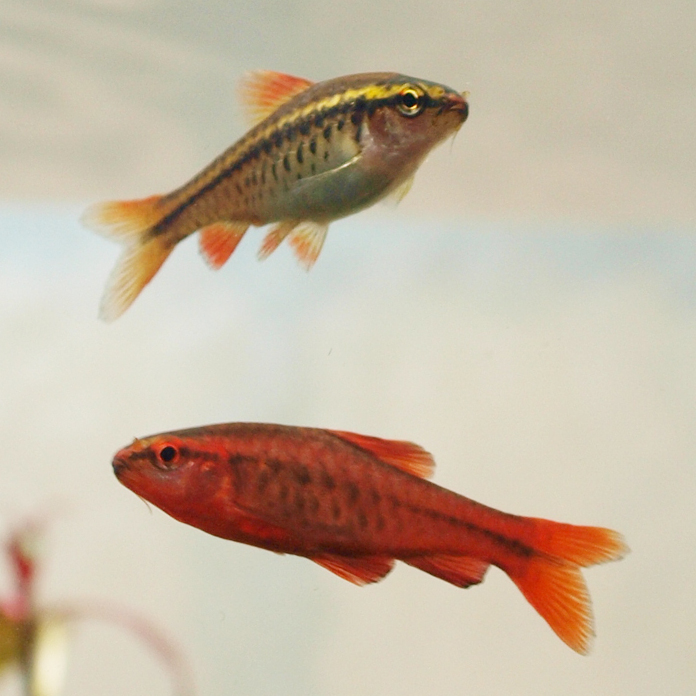
Самка (вгорі) та самець (внизу) вишневого барбуса

Невеличка рибка завдовжки 3-5 см. Тіло витягнуте, профіль спини сильно вигнутий, бокова лінія неповна. Рот нижній, одна пара вусиків.
У самців коричнево-зеленувата спина та червонувата чи вишнево-червона нижня частина тіла, відділена від боків широкою коричнево-червоною бічною лінією. Райдужна оболонка ока зверху криваво-червона. У самки черевце білувате, спина жовто-сіра, боковая лінія також коричнево-червона. Плавці від жовтуватого до червоного кольору. В акваріумах зустрічається альбіносна форма вишневого барбуса. Тривалість життя (в неволі) — 4-7 років.

## Розмноження
Статева зрілість у вишневих барбусів настає у віці 6-8 місяців.
При ікрометанні рибки підпливають до поверхні води, повертаються черевцями вгору, і самка викидає кілька ікринок. Самка відкладає до 300 ікринок, які кріпляться до листя рослин за допомогою тонких слизових ниток. Ікра розвивається протягом одного дня. Через 3-4 доби мальки починають плавати і живитись інфузоріями.

## Утримування і розмноження в акваріумах
Вишневий барбус — зграйна рибка, тому її варто утримувати у кількості від 5 осіб.
Рекомендований об'єм акваріума 50-100 літрів, густо засаджений рослинами, оскільки вишневі барбуси досить лякливі і матимуть можливість ховатися в заростях. Варто залишити і вільну ділянку у якій риба зможе вільно плавати. Необхідно забезпечити хорошу фільтрацію води і зробити невелику течію. Зазвичай тримаються у середньому та нижньому шарі води.
Вишневий барбус — мирна рибка, тому її сусідами варто брати таких ж мирних риб. Варто уникати риб, які можуть прийняти барбусів за їжу чи конкурентів.
Самці часто з'ясовують стосунки між собою, що проявляється в «танцях» перед партнером, але без серйозних наслідків. При утримуванні декількох самців рибки мають більш інтенсивне забарвлення.
Риба всеїдна. Раціон: живий (дафнія, планктон, мотиль, коретра), комбінований і рослинний (детрит, зелені і діатомові водорості, шпинат, салат, варений горох), а також сухі корми.
Параметри води:
- Температура — 23 — 27 °C, але тривалий час витримують зниження температури до 18 °C,
- Жорсткість — від 5 до 19 gH,
- Кислотність — pH 6.5-7.5.

Нерестовиком слугує невелика ємність довжиною 20-25 см з невеликою кількістю води (10-15 л) при температурі 26-28° C. Обов'язкова наявність рослин. Спочатку самців і самок відсаджують окремо на 7-10 діб і посилено годують. Також стимулює розмноження підміна частини води і підвищення температури. Оптимальне співвідношення самців і самок у нерестовику — 2:1. Після нересту (зазвичай відбувається під ранок) акваріум з ікрою затіняють, а риб відсаджують.
Через добу мальки вилуплюються з ікри, а ще через 3-4 дні починають плавати. Годуть мальків спочатку
живим пилом, наупліусом рачків, циклопів, дрібною дафнією, пізніше — дрібним циклопом.